# Franco Margola
Franco Margola (* 30. Oktober 1908 in Orzinuovi; † 9. März 1992 in Nave) war ein italienischer Komponist.

## Leben
Margola studierte bis 1926 in Brescia Violine bei Romano Romanini sowie Solfeggio, Harmonielehre und Klavier bei Isidoro Capitanio. Bis 1933 setzte er seine Ausbildung in Parma bei Guido Guerrini, Carlo Jachino und Achille Longo fort. In dieser Zeit entstanden erste Kompositionen wie Il Campaniello delle Streghe, wofür der den Ersten Preis beim Kammermusikwettbewerb von Neapel erhielt, und ein Klavierquintett.
1933 traf er Alfredo Casella, der ihn zu weiteren Kompositionen ermutigte und sein Trio in La (1933–1934) mit dem Trio Italiano in ganz Italien und im Ausland aufführte. Das Werk wurde mit dem Silvio-Rispoli-Preis von Neapel ausgezeichnet und als einer der Beiträge Italiens zum Festival für Zeitgenössische Musik in Venedin 1936 ausgewählt.
Von 1936 bis 1939 unterrichtete Margola am Istituto Venturo in Brescia. Er gründete dort ein kleines Streichorchester aus Studenten des Institutes und anderer Musikschulen, das 1938 mit dem jungen Arturo Benedetti Michelangeli auftrat. 1939 ging er als Direktor an die Musikhochschule in Messina, einige Jahre später übernahm er die gleiche Funktion am Conservatorio Pierluigi Palestrina in Cagliari. In dieser Zeit entstand eine Anzahl bedeutender Kompositionen Margolas, darunter die beiden Opern Il mito di Caino und Il Titone und die Sinfonia delle Isole.
1944 wurde Margola nach Deutschland deportiert. Nach Kriegsende kehrte er nach Brescia zurück. Von 1950 bis 1952 unterrichtete er dann Kontrapunkt und Harmonielehre am Konservatorium Bologna und leitete das Orchester der Associazione Amici della Musica. Er wechselte dann an das Konservatorium von Mailand (bis 1957) und die Accademia di Santa Cecilia in Rom (bis 1960) und war von 1963 bis 1975 am Konservatorium Arrigo Boito in Parma.
Neben drei Klavierkonzerten – darunter das „Kinderkonzert“ und ein Benedetti Michelangeli gewidmetes Werk aus dem Jahr 1948 –, Oboen-, Horn-, Fagott-, Violin- und Cellokonzerten komponierte Margola mehrere Streichquartette sowie zahlreiche weitere kammermusikalische Werke wie Instrumentalsonaten, Lieder, Stücke für Klavier und für Gitarre, darunter eine Sonate für drei Gitarren. Zudem verfasste er mehrere Lehrbücher zur Harmonie- und Kompositionslehre.

## Quelle
- Nomos Edition – Franco Margola

| Personendaten    | Personendaten                             |
| ---------------- | ----------------------------------------- |
| NAME             | Margola, Franco                           |
| KURZBESCHREIBUNG | italienischer Komponist und Musikpädagoge |
| GEBURTSDATUM     | 30. Oktober 1908                          |
| GEBURTSORT       | Orzinuovi                                 |
| STERBEDATUM      | 9. März 1992                              |
| STERBEORT        | Nave (Lombardei)                          |